# Tropidoscinis exigua
Tropidoscinis exigua är en tvåvingeart som beskrevs av Oswald Duda 1934. Tropidoscinis exigua ingår i släktet Tropidoscinis och familjen fritflugor. Inga underarter finns listade i Catalogue of Life.